# Lyngseidet
Lyngseidet (en sami septentrional: Ivgumuotki, en kven: Yykeänmuotka) es el centro administrativo de Lyngen enTroms Noruega. Se localiza en un istmo de 3 km de ancho entre Ullsfjorden y Lyngenfjorden.
Posee una tienda, es la sede de la iglesia de Lyngen, centros educacionales, sanidad pública y una biblioteca. Lyngseidet se localiza a 15 km al norte de Furuflaten y a 12 km en ferry de Olderdalen, en Kåfjord. Tiene una población de 815 habitantes y una densidad de 970 hab/km².

## Galería
|                      |
| Ferry de Lyngseidet. |

|         |
| Muelle. |

|                     |
| Lyngseidet en 1954. |